# Phaedrotoma australicola
Phaedrotoma australicola är en stekelart som först beskrevs av Fischer 1966.  Phaedrotoma australicola ingår i släktet Phaedrotoma och familjen bracksteklar. Inga underarter finns listade i Catalogue of Life.